# Jaime Quiroga y Pardo Bazán
Jaime José Emilio Elías Quiroga y Pardo Bazán (Corunha, 21 de julho de 1876 - Madri, 11 de agosto de 1936) foi um nobre, militar e escritor espanhol. Ostentou o título nobiliárquico de II Conde de Torre de Cela, mas também pode ser referido como «conde de Pardo Bazán».

## Biografia
Nascido em 21 de julho de 1876, era filho primogénito da escritora Emilia Pardo Bazán e de José Quiroga e Pérez Deza. No início do século XX, como militar, foi vice-presidente da Juventude Carlista de Madri e vogal da junta directora do Círculo carlista madrileno. Jaime Quiroga e Pardo Bazán, que chegou a ser oficial do Arma de Caballería, participou na campanha de Melilla como voluntário no regimento de húsares da Princesa. Contraiu matrimônio em maio de 1916 com Manuela Esteban Collantes y Sandoval, filha de Saturnino Esteban Collantes. Sua mãe cedeu-lhe o condado da Torre de Cela em 21 de julho de 1916; depois da morte da mãe, Quiroga arquitetou para que lhe fosse concedido o título póstumo de Grandeza de Espanha.

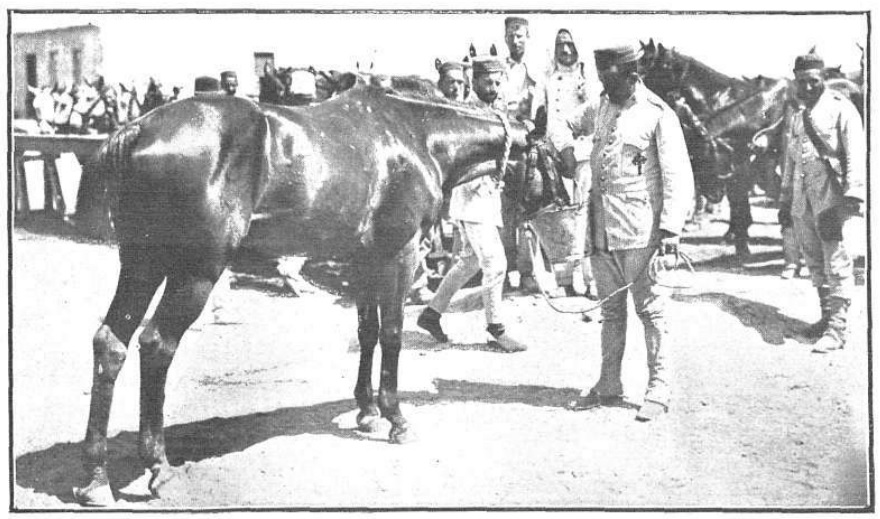
Fotografado por Goñi no verão de 1909 em Melilla dando água a seu cavalo (Actualidades, 1 de setembro de 1909).

Membro da junta directora do Centro de Ação Nobiliária, já proclamada a Segunda República Espanhola, ofereceu sua casa em 1 de junho de 1931 para a reunião de um grupo de conspiradores antirrepublicanos entre os quais se encontravam o general José Cavalcanti, o coronel José Enrique Varela e Eugenio Vegas Latapié ou o doutor Albiñana. Em 1932 chegou a ficar preso no Cárcere Modelo de Madri como suposto implicado na tentativa golpista da Sanjurjada de agosto, sendo libertado em 25 de setembro.
Pouco depois do início da Guerra Civil, foi detido em sua casa por milicianos da FAI junto com seu filho único de 19 anos, Jaime Quiroga e Esteban Collantes, e fuzilados pouco depois. O assassinato aconteceu na Praça de Espanha ou em San Antonio da Flórida na manhã do 11 de agosto em Madri, depois de ter sido conduzido no dia anterior à checa de Belas Artes.

## Obras
- (1902) Notas de un viaje por la Italia del norte: Niza, Mónaco, Monte-Carlo, Génova, Milán, Pavía, el Lago Mayor y Venecia[12]
- (s.a.) Aventuras de un francés, un alemán y un inglés[12]
- (1922) Las alas del cisne.

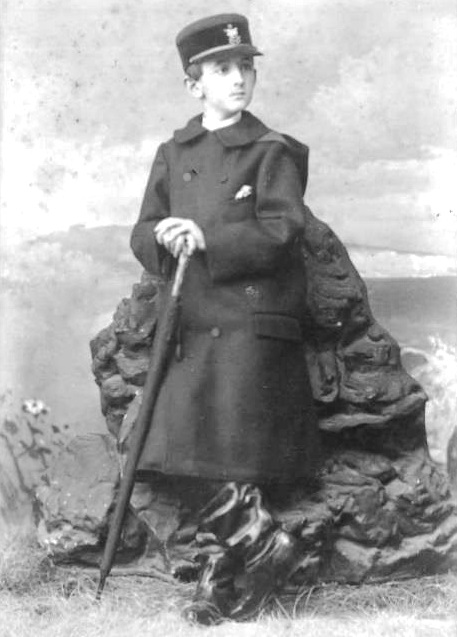
Jaime.
- Notas de un viaje por la Italia del norte.
- Aventuras de un francés, un alemán y un inglés.
- Las alas del cisne
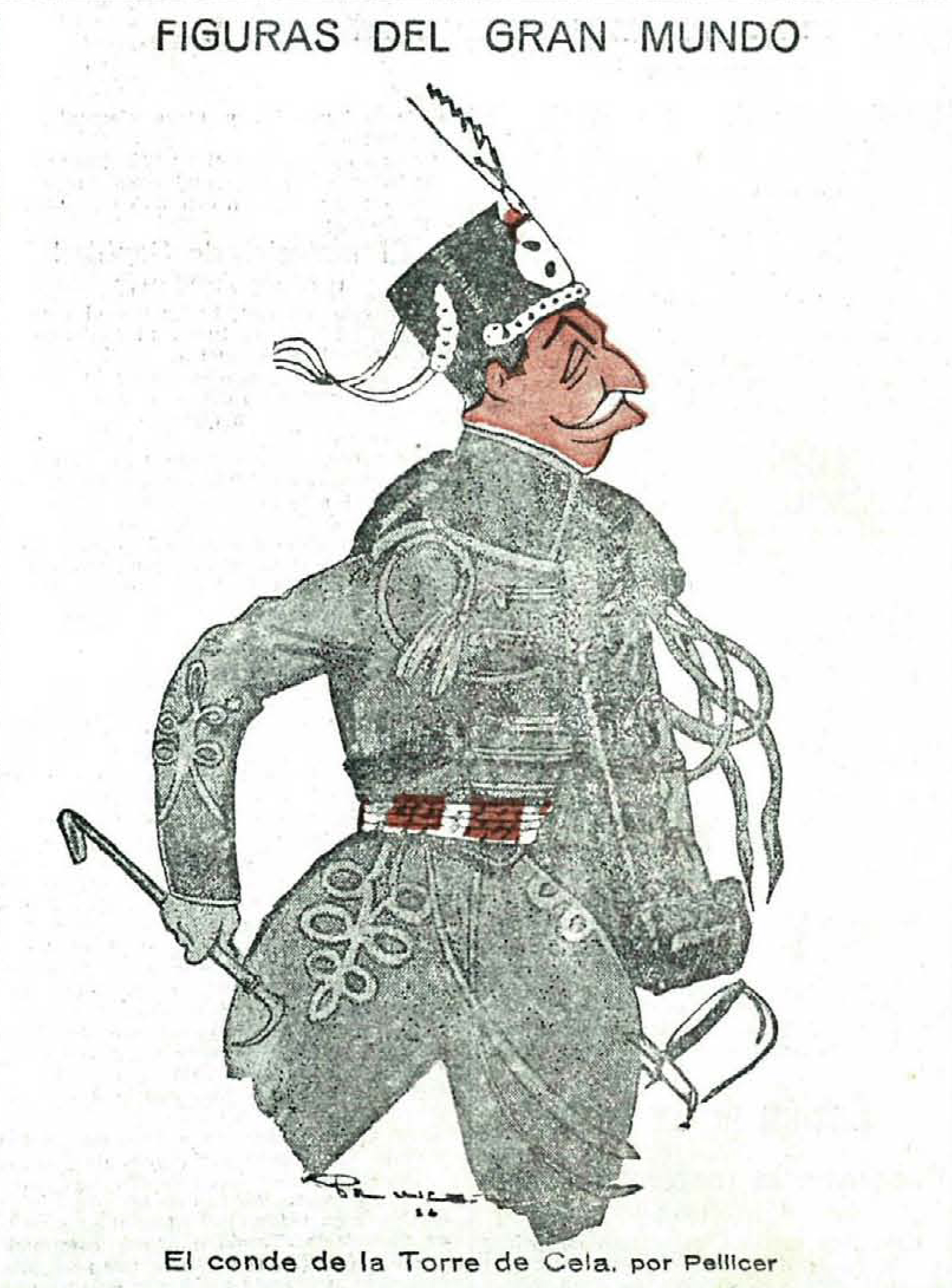
Quiroga, El Imparcial.